# Spitzenlasttarifierung
Die Spitzenlasttarifierung (oder Spitzenlast-Preisbildung; englisch peak load pricing) ist in der Preispolitik von Unternehmen eine Preisstrategie, bei der die Kapazitätskosten auf die Nachfrager der Spitzenlast überwälzt werden.

## Allgemeines
Die Spitzenlasttarifierung eignet sich insbesondere für Unternehmen, deren Produkte oder Dienstleistungen nicht lagerfähig sind und die starken saisonalen Nachfrageschwankungen im Tages-, Monats- oder Jahresrhythmus ausgesetzt sind. Dann stellt sich peak load pricing als effizient und profitabel heraus. Während der Saison weisen diese Unternehmen Voll- oder sogar Überbeschäftigung auf, außerhalb der Saison dagegen Unterbeschäftigung oder sogar keine Auslastung.

## Unternehmensarten
Hierzu gehören Saisonbetriebe wie Elektrizitätsversorger, Fluggesellschaften, Gaststätten, Hotels, Teile der Landwirtschaft, Telekommunikation oder Transportunternehmen. Sie alle unterliegen starken Schwankungen der Kapazitätsauslastung, die während der Hauptsaison am höchsten und außerhalb der Saison (Nebensaison) am niedrigsten ist. Betroffen sind somit der Handel, der Agrarmarkt und der Verkehrsmarkt.

## Ermittlung
Das populärste Modell der Spitzenlasttarifierung stammt von Peter O. Steiner und wurde 1957 in The Quarterly Journal of Economics veröffentlicht. Steiner konstatierte als Ziel die Maximierung der Wohlfahrt der Volkswirtschaft einer betrachteten Spitzenlast-Industrie. Die Wohlfahrt {\displaystyle W} setzt sich aus der Summe der Einnahmen {\displaystyle TR} zuzüglich der Konsumentenrente {\displaystyle S} zusammen, abzüglich der Herstellungskosten {\displaystyle TC}:
{\displaystyle W=TR+S-TC}.
Steiner setzte weiterhin zwei gleich lange Rechnungsperioden wie Tag und Nacht voraus, in denen die Produktion oder das Angebot gleich bleibt. Die Aufgabe besteht nun darin, die optimale Produktionsmenge und die entsprechenden Preise für beide Perioden zu finden. Er setzt dabei voraus, dass die Nachfrage stark schwankt, die Mengen bekannt sind und die Nachfrage in Periode zwei zu jedem Preis höher ist. Steiners Modell, obwohl vielzitiert, ist aufgrund dieser Tatsachen in seiner Anwendung jedoch stark limitiert.

## Wirtschaftliche Aspekte
Spitzenlasttarifierung ist eine zeitliche Preisdifferenzierung, die erstmals bei Elektrizitätsversorgern konsequent angewendet wurde. Bei Vollbeschäftigung verfolgen die Saisonbetriebe eine Hochpreisstrategie, außerhalb der Saison eine Niedrigpreisstrategie (etwa Sondertarife für Nachtstrom, Happy Hour, Saisonschlussverkauf). Die Preise sollen die Knappheit des Angebots signalisieren. Hohe Preise wirken zudem dämpfend auf die Nachfrage, niedrige Preise können zur Zeit der geringen Auslastung zusätzliche Nachfrage generieren. Damit kann das peak load pricing zu einer Entzerrung der Kapazitätsauslastung beitragen. Ziel des peak load pricing ist es, durch entsprechende Preisnachlässe die preissensible Nachfrage in die Zeit außerhalb der Saison zu verlagern und dadurch mehr Kunden zu gewinnen und den Gesamterlös erhöhen zu können. Die Preisgestaltung im Sinne der Spitzenlasttarifierung soll herausfinden, welches die idealen Preise für die jeweilige Leistung sind und wie hoch die Kapazität oder Produktion eben dieser sein muss, um ein optimales Ergebnis im Sinne der Wohlfahrtsoptimierung zu erhalten.
Bei der Hochpreisstrategie wird die Zahlungsbereitschaft der Nachfrager vollständig ausgenutzt, bei der Niedrigpreisstrategie dagegen nicht. Das Peak load pricing ist eine Weiterentwicklung der Grenzkostenpreisregel auf den realistischen Fall von Nachfrageschwankungen. Eine große Zahl von Nachfragern bezahlt bei hohem Preis die ungedeckt gebliebenen Fixkosten, die während der Phase der geringen Auslastung mit niedrigen Preisen verursacht wurden.
Die positive Wirkung der Spitzenlasttarifierung ist umso höher, je höher die Preiselastizität der Nachfrage ist.